# Mustafa
Mustafa  è un nome proprio di persona arabo e turco maschile.

## Origine e diffusione
È uno dei 201 epiteti di Maometto, e vuol dire "il prescelto". È assai diffuso nel mondo arabo così come in quello turco, dove venne portato da quattro sultani ottomani nonché da Atatürk, il "Padre dei Turchi".
In alfabeto arabo è scritto مصطفى, che può essere traslitterato anche come Mostafa, Mustapha, Mostapha, Moustafa e Moustapha. In italiano viene a volte reso con la grafia Mustafà.

## Persone
- Mustafa I, sultano ottomano
- Mustafa II, sultano ottomano
- Mustafa III, sultano ottomano
- Mustafa IV, sultano ottomano

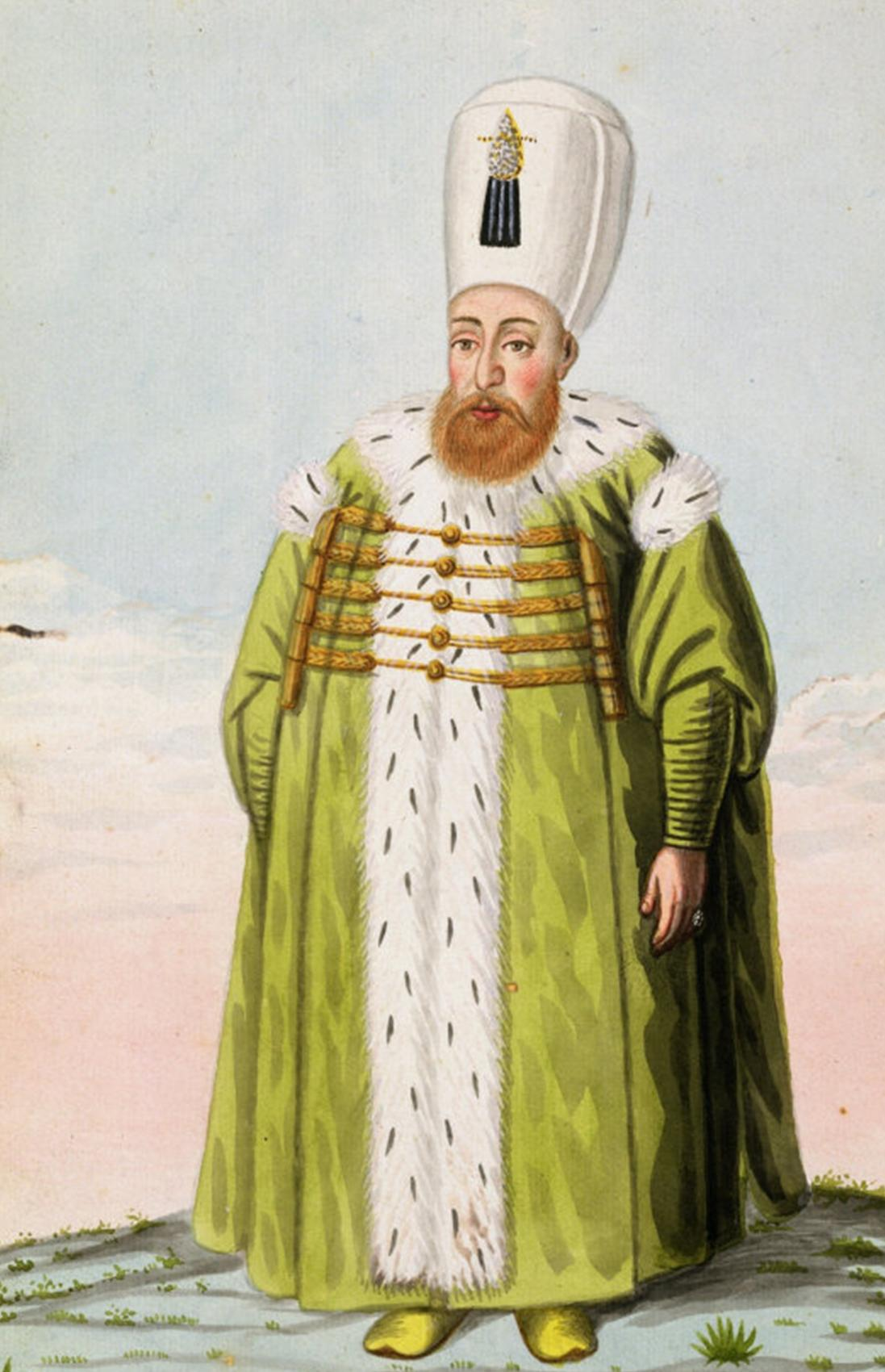
Mustafa I

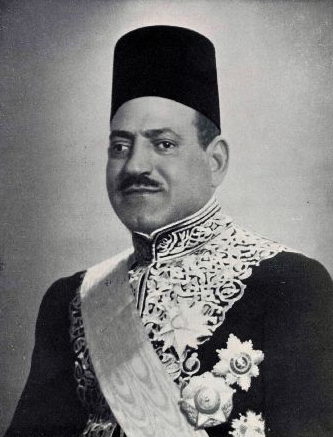
Mustafa al-Nahhas

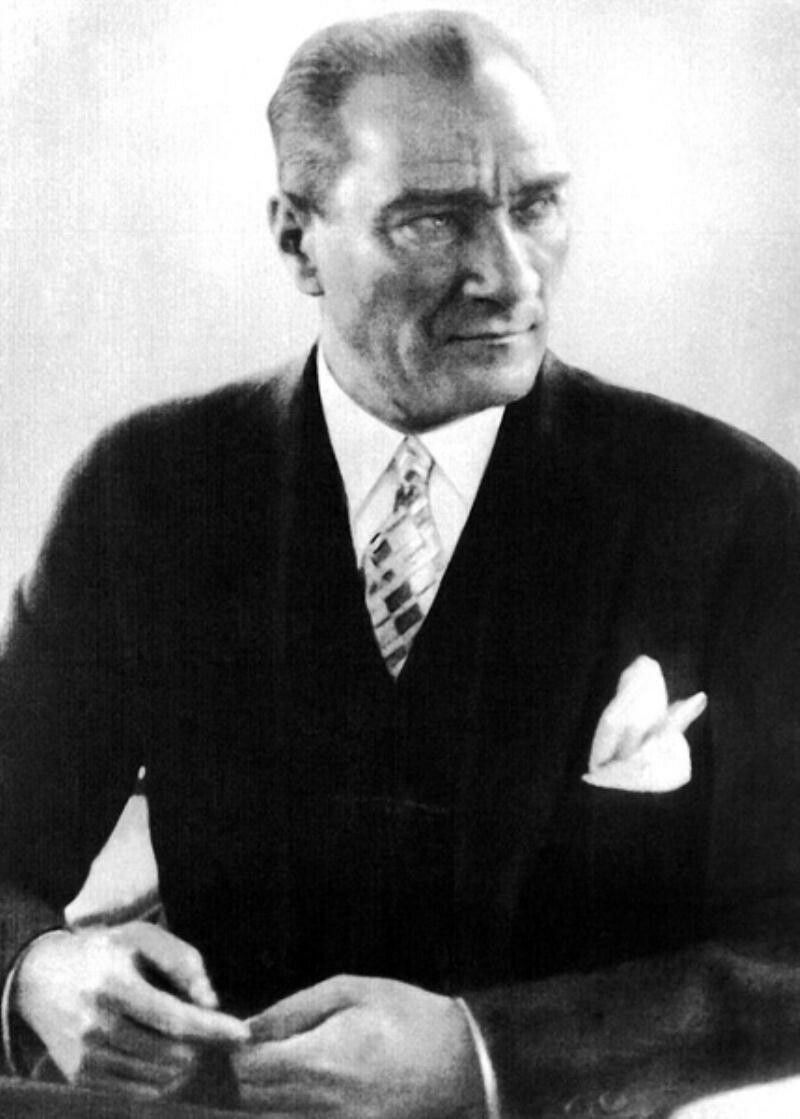
Mustafa Kemal Atatürk

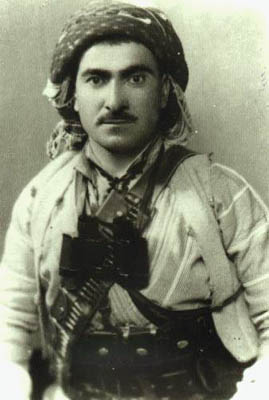
Mustafa Barzani

- Mustafa Abdel Gelil, politico libico
- Mustafa Abdellaoue, calciatore norvegese
- Mustafa Akkad, produttore cinematografico e regista siriano naturalizzato statunitense
- Mustafa al-Nahhas, politico egiziano
- Mustafa Amini, calciatore australiano
- Mustafa Kemal Atatürk, militare e politico turco
- Mustafa Balel, scrittore turco
- Mustafa Barghuthi, politico palestinese
- Mustafa Barzani, politico curdo
- Mustafa Fahmi, politico e militare egiziano
- Mustafa Kamil, politico e giornalista egiziano
- Mustafa Mahmud, scienziato, intellettuale e scrittore egiziano
- Mustafa Abdülcemil Qırımoğlu, politico e letterato ucraino
- Mustafa Sabbagh, fotografo italiano
- Mustafa Ould Salek, militare e politico mauritano
- Mustafa Tlass, militare e politico siriano

### Variante Mustapha
- Mustapha Achrifi, calciatore norvegese
- Mustapha Allaoui, calciatore marocchino
- Mustapha Bangura, calciatore sierraleonese
- Mustapha Boukar, giocatore di calcio a 5 algerino
- Mustapha Chadili, calciatore marocchino
- Mustapha Dahleb, calciatore algerino
- Mustapha El Biyaz, calciatore marocchino
- Mustapha Hadji, calciatore marocchino
- Mustapha Haida, kickboxer e thaiboxer marocchino
- Mustapha Jarju, calciatore gambiano
- Mustapha Kanit, giocatore di poker italiano
- Mustapha Khaznadar, politico ottomano
- Mustapha Kouici, calciatore algerino
- Mustapha Madih, allenatore di calcio marocchino
- Mustapha Mrani, calciatore marocchino
- Mustapha Sama, calciatore sierraleonese
- Mustapha Yatabaré, calciatore maliano

### Variante Moustapha
- Moustapha Bayal Sall, calciatore senegalese
- Moustapha Choukri, calciatore marocchino
- Moustapha Dao, regista burkiniano
- Moustapha Diallo, calciatore senegalese
- Moustapha Dimé, artista senegalese
- Moustapha Diop, regista beninese
- Moustapha Niang, cestista senegalese
- Moustapha Safouan, scrittore e psicanalista egiziano
- Moustapha Salifou, calciatore togolese
- Moustapha Sonko, cestista francese

### Variante Mostafa
- Mostafa Belai, giocatore di calcio a 5 saudita
- Mostafa Chendid, imam danese
- Mostafa Mohammad-Najjar, politico iraniano
- Mostafa Mahmoud Selim, calciatore egiziano
- Mostafa Taha, calciatore egiziano